# Roman Emel'janov
Roman Pavlovič Emel'janov (in russo Роман Павлович Емельянов?; Pavlovo, 8 maggio 1992) è un calciatore russo, centrocampista dello SKA-Chabarovsk.

## Carriera

### Club
Dopo aver giocato con il Togliatti, il 24 gennaio 2010 si trasferisce allo Šachtar, firmando un triennale. Il 31 agosto 2010 si trasferisce insieme ad un compagno di squadra allo Zorja in prestito.

## Palmarès
- Campionato ucraino: 1

Šachtar: 2009-2010
- Supercoppa d'Ucraina: 1

Šachtar: 2010